# NGC 7394
NGC 7394 est un vieil amas ouvert situé dans la constellation du Lézard. Il a été découvert par l'astronome britannique John Herschel en 1829.
Wolfgang Steinicke et le professeur Seligman considèrent NGC 7394 comme un groupe d'étoiles et non comme un amas ouvert. De plus, NGC 7394 ne figure pas sur le site WEBDA qui est consacré aux amas ouverts. La base de données Simbad considère qu'il s'agit amas ouvert. Les bases de données NASA/IPAC (cl) ainsi que HyperLeda (oc) indiquent aussi qu'il s'agit d'un amas ouvert .

## Distance, taille et âge
Selon Ashraf Latif Tadross, NGC 7394 est à 1 065 ± 49 pc (∼3 470 al) du système solaire et les dernières estimations donnent un âge de 0,6 ± 0,02 milliards d'années. La taille apparente de l'amas est de 9,0 minutes d'arc, ce qui, compte tenu de la distance et grâce à un calcul simple, équivaut à une taille réelle de 11,2 ± 0,5 al. Toujours selon Tadross, NGC 7394 est à environ 8,92 kpc (∼29 100 al) du centre de la Voie lactée. En utilisant ces valeurs, on peut déduire que la distance entre le Soleil et la projection de NGC 7394 sur le plan de notre galaxie sont respectivement de X = environ 332 pc (∼1 080 al), Y = environ 1 259 pc (∼4 110 al) et Z = environ −147 pc (∼−479 al). Cependant, la base de données Simbad indique une distance très différente, soit environ 2 980 pc (∼9 720 al),.

## Mouvement propre
Simbad indique deux couples de valeurs pour le mouvement propre de NGC 7394, soit :
- −1,381 ± 0,216 mas/an et −0,286 ± 0,181 mas/an[8]
- −1,10 ± 2,73 mas/an et −0,60 ± 1,40 mas/an[9]

## Étoiles
Le logiciel Aladin du centre de données astronomiques de Strasbourg permet d'identifier les étoiles les plus brillantes dans le voisinage du centre de l'amas. Les caractéristiques des étoiles ainsi identifiées sont disponibles sur la base de données Simbad. Le tableau ci-dessous montre les caractéristiques d'une douzaine d'étoiles.
| Nom                     | α                | δ                | P (mas)          | d (pc)        | μα* (mas/an) | μδ* (mas/an) | mV      | Rem        |
| ----------------------- | ---------------- | ---------------- | ---------------- | ------------- | ------------ | ------------ | ------- | ---------- |
| TYC (en) 3633-2540-1    | 22h 49m 43,7029s | 52° 11′ 34,1307″ | 1,289 ± 0,1371   | 776+92 -75    | 0,257        | -4,266       | 10,94   |            |
| TYC 3633-2637-1         | 22h 50m 01,4748s | 52° 13′ 56,4645″ | 1,8147 ± 0,0122  | 551 ± 4       | 9,191        | 2,120        | 10,82   |            |
| TYC 3633-2226-1         | 22h 50m 02,0181s | 52° 14′ 57,2409″ | 1,7357 ± 0,032   | 576 ± 11      | -7,249       | -3,346       | 10,6    |            |
| TYC 3633-2073-1         | 22h 50m 05,9283s | 52° 09′ 55,2303″ | 3,8383 ± 0,012   | 261 ± 1       | -2,184       | 11,663       | 10,18   |            |
| TYC 3633-2538-1         | 22h 50m 15,8471s | 52° 08′ 17,7124″ | 0,9049 ± 0,0143  | 1105 ± 18     | 1,905        | 1,058        | 9,86    |            |
| TYC 3633-2166-1         | 22h 50m 25,0533s | 52° 06′ 12,0094″ | 0,7649 ± 0,0241  | 1307+43 -40   | -0,841       | -3,281       | 10,47   |            |
| TYC 3633-2286-1         | 22h 50m 28,9135s | 52° 04′ 39,9738″ | 2,0411 ± 0,0259  | 490 ± 6       | 3,168        | 0,069        | 10,34   |            |
| IRAS 22483+5153         | 22h 50m 31,8684s | 52° 09′ 18,6867″ | 1,2432 ± 0,0695  | 804+48 -43    | -16,982      | -20,672      | 9,57    |            |
| 2MASS J22503747+5212418 | 22h 50m 37,4772s | 52° 12′ 41,6481″ | 0,2097 ± 0,0236  | 4769+605 -482 | -2,744       | -3,590       | ?       |            |
| HD 216275               | 22h 50m 46,3454s | 52° 03′ 41,1713″ | 30,9876 ± 0,0153 | 32,3 ± 0,02   | 143,874      | 170,233      | ?       | Mv pr      |
| TYC 3633-2542-1         | 22h 51m 00,8964s | 52° 11′ 36,8257″ | 1,0967 ± 0,0106  | 935 ± 9       | -0,177       | -5,016       | 11,25   |            |
| HD 216306               | 22h 51m 03,8689s | 52° 16′ 05,8008″ | 10,559 ± 0,0201  | 94,7 ± 0,1    | -28,428      | -18,654      | 7.41,25 | Cand V L P |

- Mv pr = Étoile à mouvement propre élevé.
- Cand V L P = Candidate au titre d'étoile variable à longue période.

On constate une grande dispersion tant des distances que des mouvements propres de ces étoiles et on pourrait conclure à première vue que NGC 7394 est un groupe d'étoiles et non un amas ouvert.